# Route 32 (Manitoba)
La Route 32 (PTH 32) est une route provinciale du Manitoba. Elle relie la frontière canado-américaine à la route 14 à Winkler.
La route 32 a été nommée la 3ème pire route du Manitoba en 2013.

## Description du tracé
La route 32 débute à la frontière canado-américaine comme prolongement de la ND-32. Elle se dirige vers l'ouest sur une courte distance, puis vers le nord. Elle garde cette direction en traversant un territoire agricole jusqu'à Winkler, où elle prend fin à la jonction avec la route 14. Son trajet se poursuit vers le nord comme route 428.

## Intersections majeures
| Division                                      | Ville                       | km    | Destinations                                             | Notes                                     |
| --------------------------------------------- | --------------------------- | ----- | -------------------------------------------------------- | ----------------------------------------- |
| No. 3                                         |                             | 0,00  | ND-32 sud – Walhalla                                     | Continue au Dakota du Nord                |
| No. 3                                         | Frontière canado-américaine | 0,00  |                                                          |                                           |
| No. 3                                         |                             | 3,00  | PR 521 est                                               | Terminus ouest de la PR 521               |
| No. 3                                         |                             | 7,00  | PR 243 est (Boundary Commission Trail) – Gretna, Emerson | Terminus ouest de la PR 243               |
| No. 3                                         |                             | 11,00 | PR 201 ouest – Osterwick                                 | Terminus sud du multiplex avec la PR 201  |
| No. 3                                         |                             | 12,00 | PR 201 est – Altona, Gnadenthal                          | Terminus nord du multiplex avec la PR 201 |
| No. 3                                         | Winkler                     | 23,00 | PTH-14 (Boundary Commission Trail) – Morden, Plum Coulee |                                           |
| No. 3                                         | Winkler                     | 23,00 | PR 428 nord – Roland                                     | La PTH-32 nord devient la PR 248 nord     |
| - Terminus de multiplex - Transition de route |                             |       |                                                          |                                           |